# 黄仁淑
黄 仁淑（Hwang In Suk 、ファン・インスク、1958年12月21日 - ）は韓国の詩人。ソウル特別市出身。

## 略歴
1958年12月21日、ソウル特別市に生まれる。1984年、『京郷新聞』新春文芸に『나는 고양이로 태어나리라(私は猫に生まれるだろう)』が当選し、文壇デビューした。初期の詩から軽快な言語感覚で対象に弾性を与える想像力と、厳しい現実にもかかわらずエネルギーのある個性的な詩を書いてきた。特に、自由な想像力で現実と日常に対する転覆と逸脱を追求する詩人として知られ、評壇の注目を浴びた。初詩集である『새는 하늘을 자유롭게 풀어놓고(鳥は空を自由に解き放ち)』は、鳥をモチーフに活用して、純粋な世界に生きたい熱望と、それを遮る生の限界を対比して書いている。1990年代全般から詩的傾向が変わり、生の悲劇性と複雑さに直面し、生の幻滅とその微妙さを表現することに注力した。

## 年譜
- 1958年12月21日、ソウル特別市に生まれる。[1]
- 1999年、第12回東西文学賞受賞。
- 2004年、第23回金洙暎文学賞受賞。

## 邦訳作品
- 『野良猫姫』生田美保訳、クオン、新しい韓国の文学、2014年9月

## 代表作品
- 1988年、새는 하늘을 자유롭게 풀어놓고(鳥は空を自由に解き放ち)[3][4]
- 1990年、슬픔이 나를 깨운다(悲しみが私を起こす)
- 1994年、우리는 철새처럼 만났다(私たちは渡り鳥のように出会った)
- 1997年、나는 고독하다(私は孤独だ)
- 1998年、나의 침울한, 소중한 이여(私の沈鬱な、大切な人よ)
- 2000年、육체는 슬퍼라(肉体は悲しい)
- 2003年、자명한 산책(自明な散策)、인숙만필(仁淑漫筆)
- 2004年、이제 다시 그 마음들을(今もう一度その心を)
- 2005年、나 어렸을 적에(私幼かったとき)、그 골목이 품고 있는 것들(あの路地が抱えているもの)
- 2006年、목소리의 무늬(声の模様)
- 2007年、리스본행 야간열차(リスボン行夜間列車)
- 2010年、해방촌 고양이(開放村の猫)